# Phyllobrotica binotata
Phyllobrotica binotata es una especie de insecto coleóptero de la familia Chrysomelidae. Fue descrita en 1936 por Ogloblin.